# Чавдар Цветков
Чавдар Цветков (роден на 8 март 1953) е бивш български футболист, ляво крило. Клубна легенда на Славия (София). С 255 мача и 104 гола в А група. Играл е също в Спортист (Своге), австрийският Аустрия (Виена), гръцкият Ираклис (Солун) и кипърският Арис (Лимасол). Има 57 мача и 14 гола за националния отбор.

## Биография
Родом от Своге. Учи в механотехникума като придобива специалноста - стругар. Цветков прави първите си стъпки във футбола в местния Спортист. За мъжкия отбор на „Спортист“ играе от 15 годишен, където играе като атакуващ халф. Треньор му е Наум Савов-Нони. В Своге играе до 1972 година. 
Благодарение на Александър Шаламанов в края на 1972, на 19-годишна възраст е привлечен в Славия (София), където през следващите години се превръща в един от най-изявените футболисти на отбора. Дебютът му е срещу Черно море (3:0, влиза като резерва) на 24 февруари 1973 година. Първият му мач като титуляр е на 20 май 1973 срещу Етър (5:1), където дава и първата си асистенция за гол на Божидар Григоров. Първият му треньор за „белите“ е Добромир Ташков. Заради ръста му от атакуващ халф в ляво крило го преквалифицира Атанас Пържелов.
Като крило се отличава с бързина, отлична техника, добър дрибъл и висока резултатност. Между 1972 г. и 1981 г. изиграва за Славия 224 мача в А група, в които бележи 91 гола. С отбора два пъти печели националната купа през 1974/75 и 1979/80. Във финала през 1980 г. вкарва един от головете за победата с 3:1 срещу Берое. „Майстор на спорта“ от 1975 г. Получава купата за индивидуално спортсменство през 1979 г.
През 1981 г. преминава в Аустрия (Виена). Там става съотборник с бившия футболист на „Берое“ - Петко Д. Петков, вратаря Концилия, Херберт Прохазка, Роберт Сара, Обермайер, Тони Полстер. През сезон 1981/82 изиграва 22 мача и вкарва 5 гола в местната Бундеслига, като освен това с отбора печели Купата на Австрия. През есента на 1982 г. записва още 5 мача за Аустрия, след което преминава в гръцкия Ираклис (Солун). През 1985/86 играе и в Кипър за Арис (Лимасол).
В началото на 1984 г. Цветков се завръща в Славия. За година и половина записва още 31 мача с 13 гола в първенството. През лятото на 1985 г. слага край на кариерата си.
След края на състезателната си кариера заедно с Андрей Желязков е помощник-треньор на Иван Вуцов в любимата си Славия. През 90-те години работи като технически директор в „Славия“ по времето, когато „белите“ стават шампиони (1995/96). В периода 2000/15 е спортно-технически директор в Локомотив (София). Между 2016 г. и 2018 г. заема същата позиция и в Локомотив (Пловдив).

## Национален отбор
За националния отбор прави дебюта си на 13 октомври 1974 година срещу Гърция 3:3, като е сменен в 57-та минута. 
Първият си гол за България бележи на 25 януари 1976 година при победата над Япония с 3:1 в Токио. 
Последният си мач играе в световната квалификация на 11 ноември 1981-ва срещу Австрия на Васил Левски завършил 1:1.
Има вкарани голове срещу 13 държави, като най-потърпевша е Дания, на която е отбелязал цели 3 гола. Най-много мачове играе срещу Румъния - цели 5 срещи.

## Успехи
Славия (София)
- Национална купа:
  -  Носител (2): 1974/75, 1979/80

А РФГ
- Сребърен медалист (1): 1979/80

КНК
- 1/4 финалист (1): 1980/81

Аустрия (Виена)
- Купа на Австрия:
  -  Носител: 1981/82

## Факти
- Играе един мач за юношите на ЦСКА „Септемврийско знаме“ където вкарва два гола на Марек. Футболистите от Станке Димитров го разпознават, че играе в отбора от Своге и така „армейците“ губят служебно, а Цветков е наказан за 3 месеца.
- На 24 февруари 1974 бележи първият си гол в елита в мача срещу Левски-Спартак (2:2).
- В цялата си кариера има един червен картон в мача срещу ЖСК-Спартак (Варна) (1:1) на 22 ноември 1975.
- Най-много голове отбелязва на „Левски“ и Локомотив Пловдив по 9.
- Пропуска само една дузпа в кариерата си срещу Миньор Пк (1:0) на 31 декември 1976.
- В последния си мач на 23 юни 1985 вкарва два гола на Ботев (Враца) (3:2).
- Два пъти вкарва по 18 гола в „А РФГ“ - през 1978/79 и 1979/80.
- Първия си гол в Европа бележи срещу Легия (Варшава) 3:1 на 17 септември 1980.
- Изиграва 16 мача в евротурнирите (КЕШ, КНК, УЕФА и Интертото), в които вкарва 10 гола.
- През 1975-та заедно с целия отбор на Славия играе във втория футболен игрален филм „Незабравимият ден“ на режисьора Петър Донев.
- Чупи крак в мач от КНК срещу Партизани (Тирана) и 45 дни е в гипс.
- През 70-те играе в сборен отбор на играчи от София на турнир в Пиаченца. Там е избран за играч на турнира, а наградата му е 1 кг. кафе.
- Комсомолски секретар и о.з. капитан от Строителни войски.
- Излиза от казармата с чин - лейтенант.
- Със своите 104 гола е на трето място във вечната рангклиста на Славия, след Андрей Желязков и Божидар Григоров.
- Преди да премине в австрийския „Аустрия“ за него има сериозна оферта от белгийското страшилище по това време Андерлехт (Брюксел), но държавата не го пуска. [2]